# アルピニズム
アルピニズムまたはアルピニスム（英 : alpinism、仏 : alpinisme）は、狩猟や信仰目的ではない、山に登ることそのものを目的とする遊びやスポーツとしての登山を言う。19世紀後半に生まれた語。単なる「登山 climbing, ascension」というよりは、語源がそうであるように、アルプスのような高い技術を必要とする、高く、困難をともなう山の登山をいう。そういった登山家をアルピニスト（alpinist, alpiniste）と呼ぶ。

## ヨーロッパ
主にアルプスの高い山が登攀対象となった。風景を風景として楽しむ英国のピクチュアレスク嗜好とスポーツの結びつきがその発祥であるとされる。
19世紀のスイス・アルプスは英国人登山者のメッカとなり、アルプスの主峰39座のうち、31座の初登は英国人によって達成された。
アルプス山脈やロッキー山脈など、中程度の高さの雪山を登る際の登山方法をアルパインスタイルという。現代では、ヒマラヤなどの非常に高い山の登頂にも、このスタイルで挑む登山家が増えている。

## 日本
日本にもアルピニズムが流入し、登山を登山として楽しむ慣習・発想・文化が生まれた。日本で「アルピニズム」という言葉を用いる場合には、「より高く、また、より困難な状況・スタイルによる、スポーツ登山を志向する考え方・発想」として用いられている。
従って、特にヒマラヤを中心とした海外登山において、日本を代表するアルピニスト小西政継がかつて「エグゼクティブ登山」と呼んだガイド登山が主流となった21世紀の今日、自称・他称を問わず、アルピニストを称していたとしても、そこにアルピニズムの精神が見られなければ、それは虚像に過ぎない。アルピニズムには、ある見方をすれば「純粋な」、また違う見方をすれば「ストイックで偏狭な」、独特で深遠な精神世界が存在している。

## 関連図書
- 『現代アルピニズム講座』第2次RCC編 7冊 （あかね書房、1968-1969年）
- 『アルピニズム』徳久球雄監修 2冊 （東京新聞社、1980年）
- 『日本アルプスの登山と探検』　著：ウォルター・ウェストン  訳：青木枝朗　岩波文庫
- 『アルピニストの手記』小島烏水著　（平凡社ライブラリー、1996年）
- 小西政継「ヒマラヤ・クライミングの進展 アンナプルナ初登頂からローツェ南壁まで」（トモ・チェセン『孤独の山 ローツェ南壁単独登攀への軌跡』解説、山と渓谷社、1998年） - より困難を求めるヒマラヤ登山の歴史の総括であり、マナスルで消息を絶った著者の遺稿でもある。
- 『垂直の記憶-岩と雪の７章-』山野井泰史著(山と渓谷社、ヤマケイ文庫、2010年)－トモ・チェセンの業績にインスパイアされる日本のトップクライマーの登攀自叙伝